# Leipziger-Volkszeitung-Entscheidung
Mit Leipziger-Volkszeitung-Entscheidung wird in der deutschen Rechtswissenschaft ein Beschluss des Bundesverfassungsgerichtes (BVerfG) vom 3. Oktober 1969 bezeichnet, in dem sich das Bundesverfassungsgericht mit der Bedeutung der Rezipientenfreiheit als selbständiges Grundrecht auseinandersetzt.

## Sachverhalt
Der Beschwerdeführer ließ sich von einem Bekannten Tageszeitungen aus der DDR schicken. Die Zollbehörden behielten ein Exemplar der Leipziger Volkszeitung vom 8. Mai 1964 ein, weil das Landgericht Lüneburg diese Ausgabe wegen Staatsschutzdelikten eingezogen hatte. Das Landgericht begründete seine Entscheidung damit, dass die SED mit dieser Ausgabe die verbotene KPD fördern wolle, um in der Bundesrepublik eine Gewalt- und Willkürherrschaft wie in der DDR einzurichten. Der Beschwerdeführer erhob Verfassungsbeschwerde gegen den Beschluss des Landgerichtes. Das Bundesverfassungsgericht hob den Einziehungsbeschluss auf.

## Zusammenfassung der Entscheidung
Das Bundesverfassungsgericht stellte in diesem Beschluss fest, dass die Rezipienten- oder Informationsfreiheit ein selbständiges Grundrecht neben Meinungs- und Pressefreiheit darstellt. Dieses Grundrecht wurde in Deutschland erst nach 1945 aufgrund der Erfahrungen mit der staatlichen Lenkung der Information und Gleichschaltung im NS-Staateingeführt.
Die Informationsfreiheit hat zwei Komponenten: das Demokratieprinzip nach Art. 20 Abs. 1 GG und das Persönlichkeitsrecht aus Art. 2 Abs. 1 in Verbindung mit Art. 1 Abs. 1 GG, denn zur Entfaltung als Persönlichkeit gehört die Information als elementares Bedürfnis dazu.
Die Freiheit, sich aus allgemein zugänglichen Quellen informieren zu können (sogenannte Rezipientenfreiheit), trägt wesentlich zur Willensbildung im demokratischen Prozess bei, sie darf keiner staatlichen Beeinflussung unterliegen. Es ist auch unerheblich, ob es sich um eine unverlangt zugesandte Information oder um eine angeforderte Information handelt, der Zugang zur Information ist gleichfalls geschützt.

## Aus den Gründen
„Die deutsche Verfassungsgeschichte kennt bis zum Jahre 1945 kein eigenständiges Grundrecht, sich aus allgemein zugänglichen Quellen ungehindert zu unterrichten. […] Anlass für die selbständige verfassungsrechtliche Gewährleistung der Informationsfreiheit im Grundgesetz waren die Erfahrungen mit den zur nationalsozialistischen Regierungspraxis gehörenden Informationsbeschränkungen, der staatlichen Meinungslenkung, den staatlichen Abhörverboten für ausländische Rundfunksender und den Literatur- und Kunstverboten. […]

Die Informationsfreiheit steht in der grundgesetzlichen Ordnung gleichwertig neben der Meinungs- und Pressefreiheit. Sie ist kein bloßer Bestandteil des Rechts der freien Meinungsäußerung und -verbreitung. […]

Für die in Art. 5 Abs. 1 Satz 1 GG gewährleistete Informationsfreiheit sind danach zwei Komponenten wesensbestimmend. Einmal ist es der Bezug zum demokratischen Prinzip des Art. 20 Abs. 1 GG: Ein demokratischer Staat kann nicht ohne freie und möglichst gut informierte öffentliche Meinung bestehen. Daneben weist die Informationsfreiheit eine individualrechtliche, aus Art. 1, Art. 2 Abs. 1 GG hergeleitete Komponente auf. Es gehört zu den elementaren Bedürfnissen des Menschen, sich aus möglichst vielen Quellen zu unterrichten, das eigene Wissen zu erweitern und sich so als Persönlichkeit zu entfalten. Zudem ist in der modernen Industriegesellschaft der Besitz von Informationen von wesentlicher Bedeutung für die soziale Stellung des Einzelnen. Das Grundrecht der Informationsfreiheit ist wie das Grundrecht der freien Meinungsäußerung eine der wichtigsten Voraussetzungen der freiheitlichen Demokratie (vgl. BVerfGE 7, 198 [208]). Erst mit seiner Hilfe wird der Bürger in den Stand gesetzt, sich selbst die notwendigen Voraussetzungen zur Ausübung seiner persönlichen und politischen Aufgaben zu verschaffen, um im demokratischen Sinne verantwortlich handeln zu können. Mit zunehmender Informiertheit erkennt der Bürger Wechselwirkungen in der Politik und ihre Bedeutung für seine Existenz und kann daraus Folgerungen ziehen; seine Freiheit zur Mitverantwortung und zur Kritik wächst. Nicht zuletzt können die Informationen den Einzelnen befähigen, die Meinungen anderer kennenzulernen, sie gegeneinander abzuwägen, damit Vorurteile zu beseitigen und Verständnis für Andersdenkende zu wecken. […]

Eine solche ‚Unterrichtung‘ des Einzelnen liegt schon dann vor, wenn die Information auf dem Postweg an ihn herangebracht wird. Wird der Zugang auf diesem Weg unterbrochen, so kann einer späteren Berufung auf die Informationsfreiheit nicht entgegengehalten werden, er habe die Druckschrift nicht bestellt, es liege daher kein Eingriff in die Freiheit der ‚Unterrichtung‘ vor. Dass sich der Unterrichtungswille unter Umständen erst nach Erhalt der Postsendung aktualisiert, liegt in der Natur dieses Rechts. […]

Zeitungen und andere Massenkommunikationsmittel sind daher von Natur aus allgemein zugängliche Informationsquellen. Sie verlieren die Eigenschaft als allgemein zugängliche Quelle auch dann nicht, wenn durch staatliche Maßnahmen wie Einziehungen, Importverbote oder -beschränkungen die Möglichkeit des allgemeinen Zugangs beeinträchtigt wird. […]

Dem Einzelnen soll ermöglicht werden, sich seine Meinung auf Grund eines weitgestreuten Informationsmaterials zu bilden. Er soll bei der Auswahl des Materials keiner Beeinflussung durch den Staat unterliegen. Da die Informationsfreiheit infolge ihrer Verbindung mit dem demokratischen Prinzip gerade auch dazu bestimmt ist, ein Urteil über die Politik der eigenen Staatsorgane vorzubereiten, muss das Grundrecht vor Einschränkungen durch diese Staatsorgane weitgehend bewahrt werden. […]

Die Informationsfreiheit wurde gerade als Reaktion auf die nationalsozialistischen Informationsverbote und -beschränkungen verfassungsrechtlich garantiert, um die ungehinderte Unterrichtung auch aus Quellen, die außerhalb des Herrschaftsbereiches der Staatsgewalt der Bundesrepublik bestehen, zu gewährleisten. Wenn die Informationsquelle an irgendeinem Ort allgemein zugänglich ist, mag dieser auch außerhalb der Bundesrepublik liegen, dann kann auch ein rechtskräftiger Einziehungsbeschluß nicht dazu führen, dieser Informationsquelle die Eigenschaft der allgemeinen Zugänglichkeit zu nehmen.“